# عاشم
عَاشِم (الاسم العلمي: Triglochin)، جنس نباتات برية، مرعوية، أسلية الشكل، معمرة من فصيلة العاشميات. وصفت من قبل كارل لينيوس في عام 1753. لهُ توزيع عالمي تقريبًا، تنتشر أنواعه في جميع القارات باستثناء القارة القطبية الجنوبية. أمريكا الشمالية لديها أربعة أنواع مقبولة، ونوعان في أوروبا: Triglochin palustris (عشب المستنقعات) وTriglochin maritima (عشب البحر). أما أستراليا فتمتلك أنواع كثيرة.